# Mezquita Jinn
La mezquita Jinn (en idioma azerí:Cin məscidi) es una mezquita histórica del siglo XIV. Forma parte de la Ciudad Vieja así como del Palacio de los Shirvanshahs y se encuentra en la ciudad de Bakú, en Azerbaiyán. El edificio también fue registrado como monumento arquitectónico nacional por decisión del Gabinete de Ministros de la República de Azerbaiyán de fecha 2 de agosto de 2001, n.º 132.

## Historia
La mezquita está situada en la parte inferior de la Puerta Este. No hay ninguna inscripción en la fachada de la mezquita. Se cree que fue construida en el siglo XIV y nombrada así en honor a Jinn, una surá (capítulo 72) en el Corán. Se usaba como mezquita de barrio.

## Características arquitectónicas
La mezquita es de planta rectangular con un contorno que hace la función de una sala de oración unidimensional cubierta con una cúpula de piedra accesoria. El mihrab de cinco niveles está tallado en mocárabes y enmarcado con un rectángulo en la pared sur del interior que forma ciertos motivos de la escuela de arquitectura de Shirvan-Absheron en su conjunto. Se colocaron pequeños nichos en los bordes.
La fachada principal de la mezquita y su portal es asimétrico y su composición rígida y voluminosa se acentúa con una portada de estilo clásico.

## Galería

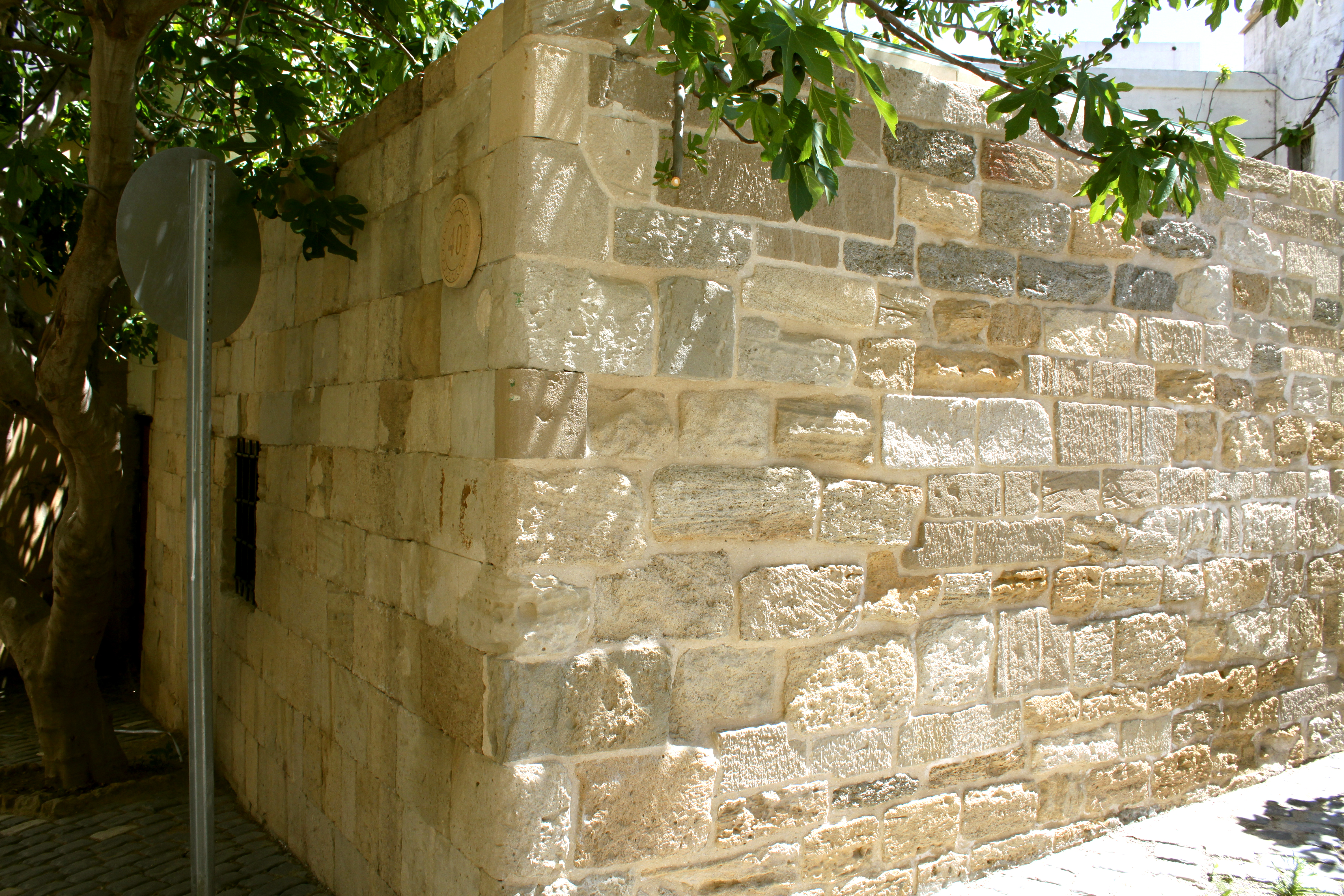
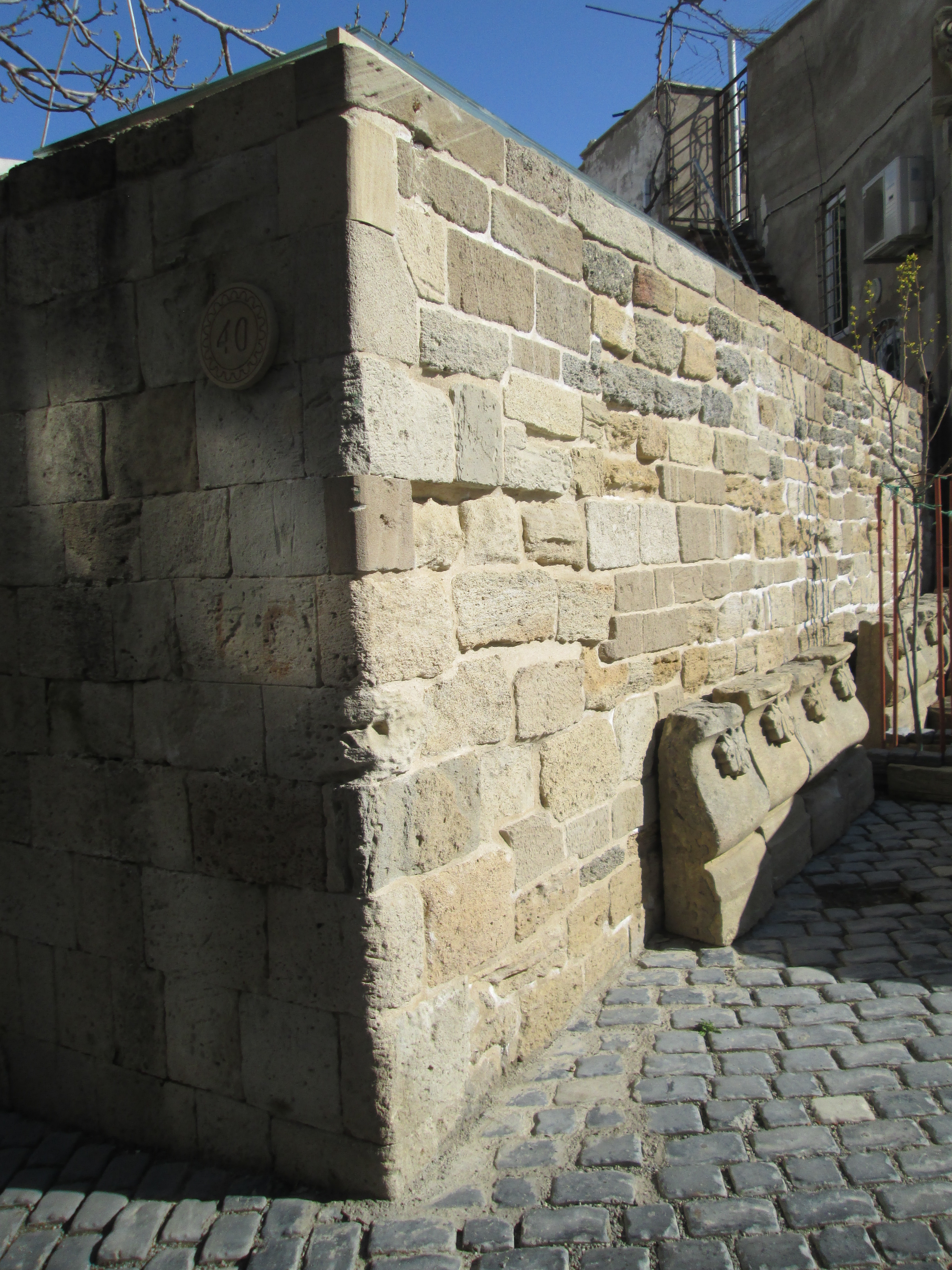
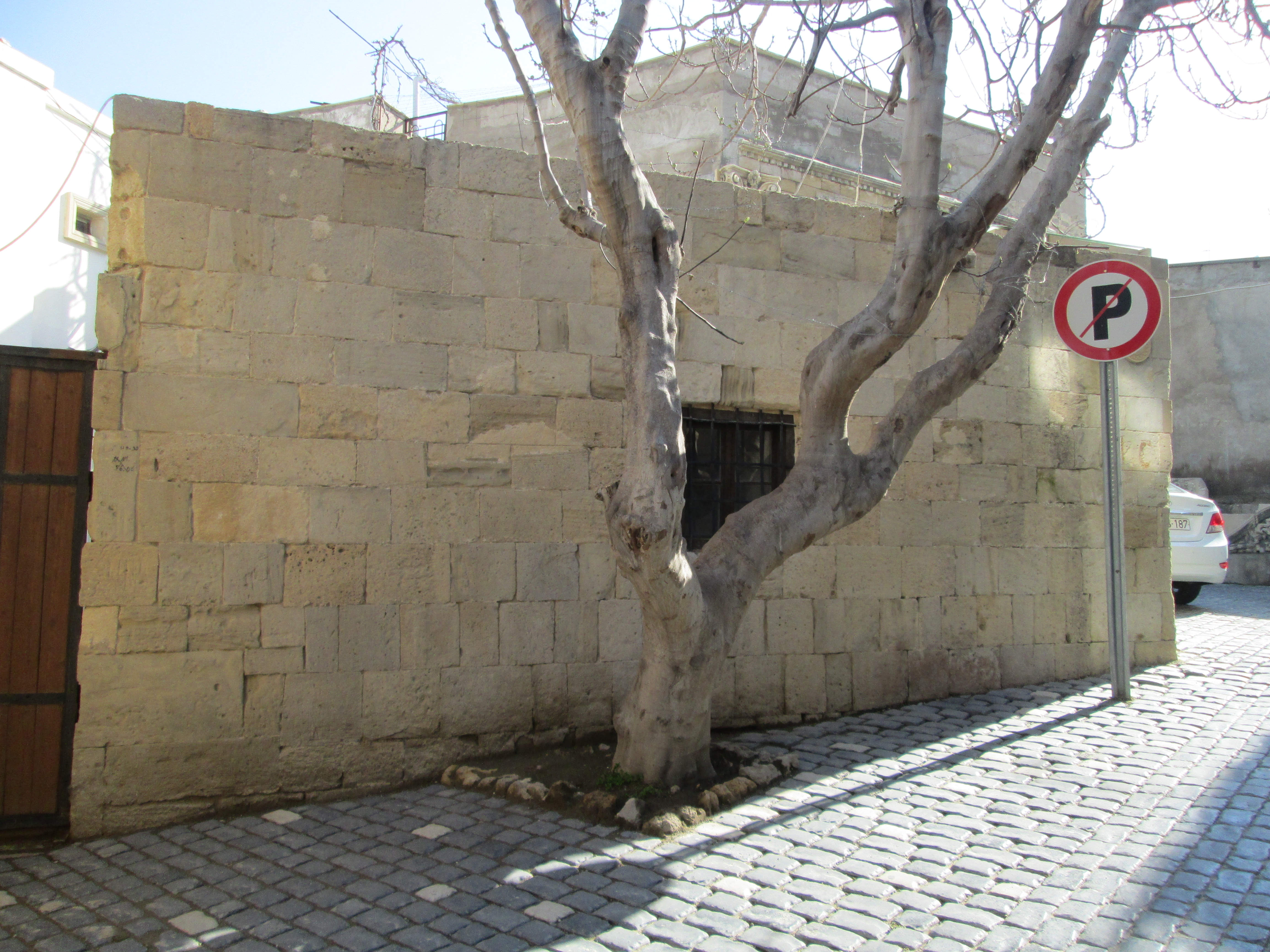
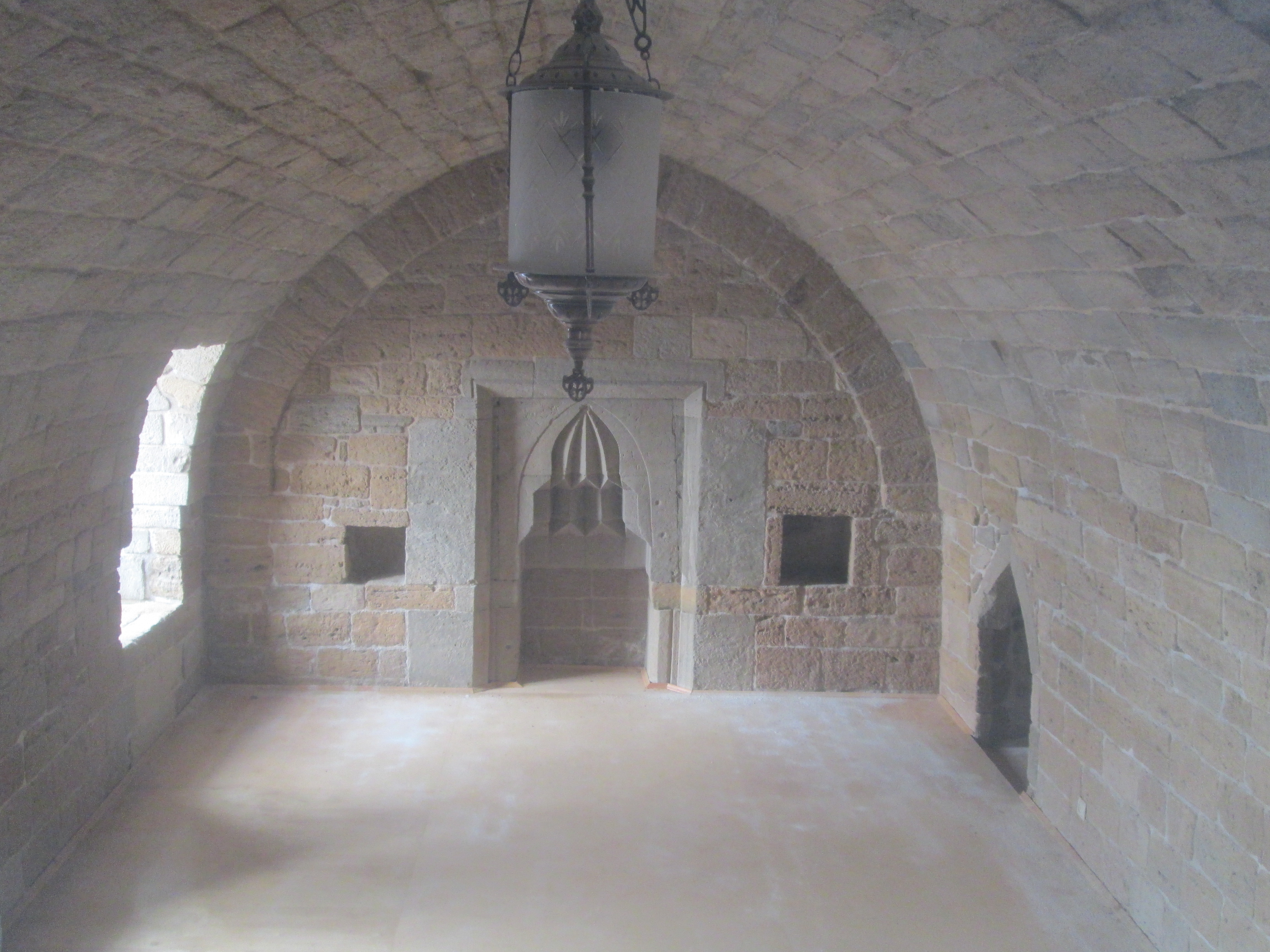